# 吉同鈞
吉同鈞（1854年—1934年），字石笙，号顽石，陝西省同州府韓城縣人，清末政治人物、法学家，“陕派”律学的代表人物。吉同鈞以进士入仕，在刑部任职十余年，精通律法，曾参与修订《大清现行刑律》。其著作《大清律講義》，影响深远。有“清末法学大师”之誉，与沈家本齐名。

## 生平
光緒十六年（1890年）庚寅科二甲111名進士，著以主事分部学习。授刑部主事。其精于律法，深得两任尚书倚重。
光緒末任总纂，修订法律，编成《现行律》一部。戊戌变法时，设法律学堂、律学馆，吉同钧任主教。他参考古今及欧美法律，编成《大清律讲义》。
法部成立，吉同钧任审录司员外郎，荐升郎中。
辛亥革命后，归里。晚年捐给韩城中学花园一处。

## 著作
其《大清律讲义》由政府颁行各省，海内习法学者，无人不知其名。又有《现行律讲义》、《秋审条款讲义》、《审判要略》、《西曹公犊》等。民国间，著有《随扈记程》、《南游记程》、《东行记程》等游记，另有《乐素堂文集》、《诗集》刊行。

## 外部連結
- 吉同钧与清末修律 （页面存档备份，存于）
- 吉同钧东行日记 （页面存档备份，存于）